# Іскут 6
Іскут 6 (англ. Iskut 6) — індіанська резервація в Канаді, у провінції Британська Колумбія, у межах регіонального округу Кітімат-Стекін.

## Населення
За даними перепису 2016 року, індіанська резервація нараховувала 295 осіб, показавши скорочення на 6,3%, порівняно з 2011-м роком. Середня густина населення становила 507,3 осіб/км².
З офіційних мов обидвома одночасно володіли 5 жителів, тільки англійською — 285, тільки французькою — 5. Усього 35 осіб вважали рідною мовою не одну з офіційних, з них усі — одну з корінних мов.
Працездатне населення становило 70,5% усього населення, рівень безробіття — 35,5%.

## Клімат
Середня річна температура становить 0,1°C, середня максимальна – 16,1°C, а середня мінімальна – -18,1°C. Середня річна кількість опадів – 482 мм.
| Клімат поселення                              | Клімат поселення | Клімат поселення | Клімат поселення | Клімат поселення | Клімат поселення | Клімат поселення | Клімат поселення | Клімат поселення | Клімат поселення | Клімат поселення | Клімат поселення | Клімат поселення | Клімат поселення |
| Показник                                      | Січ.             | Лют.             | Бер.             | Квіт.            | Трав.            | Черв.            | Лип.             | Серп.            | Вер.             | Жовт.            | Лист.            | Груд.            |                  |
| Середній максимум, °C                         | −5,26            | −2,77            | 0,88             | 6,28             | 11,85            | 16,10            | 15,51            | 14,87            | 10,36            | 5,16             | −3,04            | −7,78            |                  |
| Середня температура, °C                       | −11,7            | −9,2             | −5,54            | −0,16            | 5,40             | 9,66             | 11,75            | 11,12            | 6,61             | 1,41             | −6,79            | −11,55           |                  |
| Середній мінімум, °C                          | −18,13           | −15,64           | −11,97           | −6,59            | −1,02            | 3,23             | 8,00             | 7,36             | 2,85             | −2,34            | −10,54           | −15,29           |                  |
| Норма опадів, мм                              | 40               | 24               | 22               | 13               | 30               | 44               | 64               | 58               | 61               | 46               | 38               | 42               |                  |
| Середньомісячна швидкість вітру, м/с          | 1.55             | 1.66             | 2.05             | 2.20             | 2.34             | 2.26             | 2.02             | 1.88             | 1.82             | 1.87             | 1.55             | 1.44             |                  |
| Середньомісячна сонячна радіація, кДж/м²·день | 1583             | 3979             | 8543             | 14247            | 17863            | 19127            | 17216            | 14133            | 8905             | 4495             | 2015             | 1003             |                  |
| --------------------------------------------- | ---------------- | ---------------- | ---------------- | ---------------- | ---------------- | ---------------- | ---------------- | ---------------- | ---------------- | ---------------- | ---------------- | ---------------- | ---------------- |
| Джерело:                                      |                  |                  |                  |                  |                  |                  |                  |                  |                  |                  |                  |                  |                  |